# Lepilemur ruficaudatus
Lepilemur ruficaudatus är en däggdjursart som beskrevs av Alfred Grandidier 1867. Lepilemur ruficaudatus ingår i släktet vesslemakier och familjen Lepilemuridae. IUCN kategoriserar arten globalt som otillräckligt studerad. Inga underarter finns listade i Catalogue of Life.
Arten blir 24 till 30 cm lång (huvud och bål), har en 24 till 28 cm lång svans och väger 760 till 950 g. Den har huvudsakligen gråbrun päls på ovansidan. På axlarna, på armarna och på svansen förekommer ofta en kastanjebrun skugga. Djurets har en krämfärgad strupe och andra delar av undersidan är täckta med ljusgrå päls. Lepilemur ruficaudatus är större än andra primater som lever i samma region (förutom människan). Den har en mera hoppande rörelse än muslemurer av släktet Cheirogaleus och den saknar i motsats till släktet Phaner mönster i ansiktet.
Arten förekommer på sydvästra Madagaskar. Habitatet utgörs av subtropiska eller tropiska lövfällande skogar samt av galleriskogar och buskskogar.
Individerna äter huvudsakligen blad samt några frukter. I områden där även ullmakier (Avahi) förekommer äter Lepilemur ruficaudatus blad med mindre näringsvärde. Vanligen lever en hanne och en hona i samma revir men de har bara lite kontakt utanför parningstiden. Territorier av olika par kan överlappa varandra. Individerna är aktiva på natten och vandrar 100 till 1000 meter per natt.
Parningstiden ligger mellan maj och juli. Efter dräktigheten föder honan mellan september och november en unge. Nyfödda ungar transporteras i moderns mun. Senare lämnas ungen i ett gömställe när modern letar efter föda. Ungen diar sin mor cirka 50 dagar.
Lepilemur ruficaudatus jagas av rovdjuret fossa och av Madagaskarklätterhök.